# تعطیلات کاکتوسی
تعطیلات کاکتوسی (ایتالیایی: Una vacanza del cactus) یک فیلم کمدی سکسی سبک ایتالیایی به کارگردانی ماریانو لائورنتی است که در سال ۱۹۸۱ منتشر شد.

## گزیدهٔ بازیگران
- آنا ماریا ریتسولی
- بومبولو
- انتسو کاناواله
- ماریو برگا
- وینچنتسو کروچیتی
- جاکومو فوریا